# 蔡耀军
蔡耀军（1963年—），汉族，中华人民共和国政治人物、第十一届全国政协委员。
加入九三学社，担任九三学社湖北省委副主委、长江水利委员会综合勘测局副总工程师。2008年，当选第十一届全国政协委员，代表中国科学技术协会，分入第二十三组。